# Little Dorrit (miniserie televisiva)
Little Dorrit è una miniserie televisiva ispirata all'omonimo romanzo di Charles Dickens. Girata in Gran Bretagna, uscì nel 2008. Gli attori protagonisti sono Claire Foy, Matthew Macfadyen, Tom Courtenay.

## Trama
La storia narra di una giovane donna, Amy Dorrit, che trascorre le sue giornate a guadagnare soldi per la famiglia e a prendersi cura del padre orgoglioso, che è un detenuto a lungo termine della prigione dei debitori di Marshalsea, a Londra. Il mondo di Amy e della sua famiglia si trasforma quando il figlio del suo capo, Arthur Clennam, ritorna dall'estero per risolvere il misterioso retaggio della sua famiglia e scopre che le loro vite sono collegate.

## Interpreti e personaggi

### Principali
- Amy Dorrit, interpretata da Claire Foy.
- Arthur Clennam, interpretato da Matthew Macfadyen.
- Mr. Dorrit, interpretato da Tom Courtenay.
- Mrs. Clennam, interpretata da Judy Parfitt.
- Frederick Dorrit, interpretato da James Fleet.
- Tip Dorrit, interpretato da Arthur Darvill.
- Fanny Dorrit, interpretata da Emma Pierson.
- Flintwinch, interpretato da Alun Armstrong.
- Pancks, interpretato da Eddie Marsan.
- Cavalletto, interpretato da Jason Thorpe.
- Edmund Sparkler, interpretato da Sebastian Armesto.
- Rigaud, interpretato da Andy Serkis.

### Secondari
- Mrs.  Merdle, interpretata da Amanda Redman.
- Mr. Merdle, interpretato da Anton Lesser.
- Maggy. interpretata da Eve Myles.
- Mr. Meganles. interpretato da Bill Paterson.
- Tattycoram, interpretata da Freema Agyeman.
- Mrs. General, interpretata da Pam Ferris.
- Meganles. interpretata da Georgia King.
- Miss Wade, interpretata Maxine Peake.
- Mr. Plornish, interpretato da Jason Watkins.

## Produzione
La serie e stata girata a Chenies Manor House,Luton Hoo, Hellfire Caves, Buckinghamshire, Deal Castle nel Kent; Palazzo di Hampton Court come Marshalsea; e l'Old Royal Naval College.
Gli interni sono stati girati nei Pinewood Studios.

## Premi
British Academy Television Craft Awards - 2009
- Candidatura per migliori costumi a Barbara Kidd
- Candidatura per miglior trucco e design dei capelli a Karen Hartley-Thomas
- Candidatura per miglior musica televisiva originale a John Lunn
- Candidatura per miglior scenografia a James Merifield
- Candidatura per miglior suono: narrativa/intrattenimento a Rudi Buckle, Colin Chapman, Ross Adams e Richard Street

Broadcasting Press Guild - 2009
- Candidatura per miglior serie drammatica
- Candidatura premio dello scrittore a Andrew Davies (anche per Ragione e sentimento)

6th Irish Film & Television Awards - 2009
- Candidatura per miglior regista - televisione a Dearbhla Walsh
- Candidatura per direttore della fotografia a Owen McPolin

Premi dell'Associazione cinematografica e televisiva online - 2009
- Candidatura per miglior miniserie
- Candidatura per miglior attore in un film o di una miniserie a Matthew Macfadyen
- Candidatura per miglior attore non protagonista in un film o in una miniserie a Tom Courtenay
- Candidatura per miglior attrice non protagonista in un film o in una miniserie a Judy Parfitt
- Candidatura per miglior regia di un film o di una miniserie a Adam Smith, Dearbhla Walsh e Diarmuid Lawrence
- Candidatura per miglior sceneggiatura di un film o di una miniserie a Andrew Davies
- Candidatura per miglior cast in un film o in una miniserie
- Candidatura per miglior costumi in un film o in una miniserie
- Candidatura per miglior illuminazione in un film o in una miniserie
- Candidatura per miglior musica in un film o in una miniserie
- Candidatura per miglior scenografia in un film o in una miniserie

Premio Emmy - 2009
- Miniserie eccezionale a Anne Pvicevic, Rebecca Eaton e Elisa Osborne
- Candidatura per miglior attore non protagonista in una miniserie o in un film a Tom Courtenay
- Candidatura dper miglior attore non protagonista in una miniserie o in un film a Andy Serkis
- Miglior regia per una miniserie, un film o uno speciale drammatico a Dearbhla Walsh (per parte 1)
- Scrittura eccezionale per una miniserie, un film o uno speciale drammatico a Andrew Davies

61st Primetime Creative Arts Emmy Awards - 2009
- Eccezionale direzione artistica per una miniserie o un film a James Merifield, Paul Ghirardani e Deborah Wilson
- Casting eccezionale per una miniserie, un film o uno speciale a Rachel Freck
- Miglior fotografia per una miniserie o un film a Lukas Strebel (per Parte 1)
- Costumi eccezionali per una miniserie, un film o uno speciale a Barbara Kidd e Merion Weise (per Parte 3)
- Candidatura per acconciatura eccezionale per una miniserie, o un film a Karen Hartley-Thomas
- Candidatura per eccezionale composizione musicale per una miniserie, un film o uno speciale (Colona sonora originale) a John Lunn (per Parte 5)

Royal Television Society Programme Awards  - 2009
- Candidatura per attore(maschio) a Matthew Macfadyen
- Candidatura per attore(femmina) a Claire Foy

Royal Television Society Craft & Design Awards - 2009
- Candidatura per costumi - drama a Barbara Kidd

14th Satellite Awards - 2009
- Miglior miniserie
- Candidatura per miglior attore non protagonista in una miniserie o film per la televisione a Tom Courtenay
- Candidatura per miglior attrice non protagonista in una miniserie o film per la tele visione Judy Parfitt

Television and Radio Industries Club - 2009
- Candidatura per programma televisivo drammatico

Writers Guild of Great Britain - 2009
- Candidatura per serie televisiva drammatica a Andrew Davies

- Premio alla carriera a Andrew Davies

Costumes Designers Guild Awards - 2010
- Candidatura per eccezionale film o miniserie per la televisione a Barbara Kidd

Golden Globe - 2010
- Candidatura per miglior miniserie o film per la televisione

21st Producers Guild of America Awards - 2010
- Candidatura per premio david l. wolper per il miglior produttore di programmi televisivi di lunga durata a Anne Pivcevic e Lisa Osborne